# 台灣航空
台灣航空（英語：Taiwan Airways），前身為臺灣航空公司（英語：Taiwan Airlines），成立於1966年8月，最初為航空拍攝、農藥噴灑及客貨包機，後轉為專職航空公司。於1998年被長榮集團收購，與其他航空公司整併為立榮航空。

## 機隊

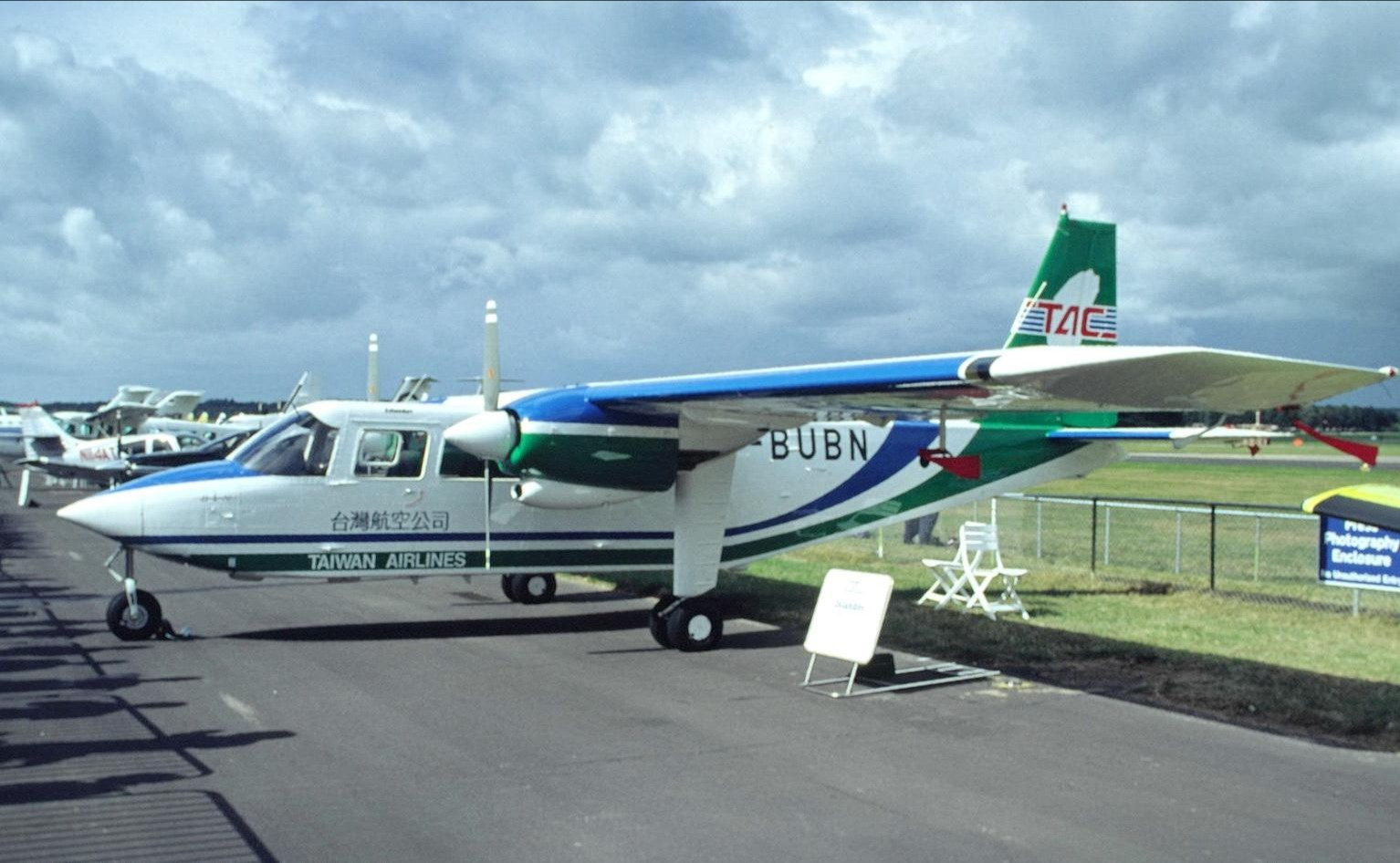
台灣航空過去最常使用於飛航臺東－蘭嶼航線的布里頓-諾曼 BN-2 島民飛機客機。
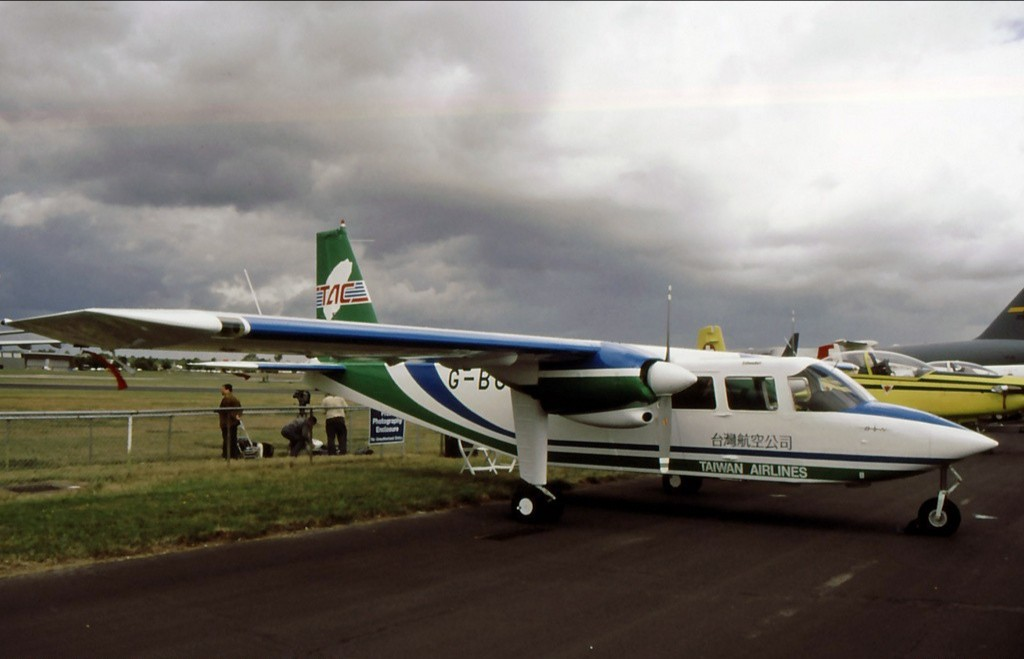
台灣航空過去最常使用於飛航臺東－蘭嶼航線的布里頓-諾曼 BN-2 島民飛機客機。
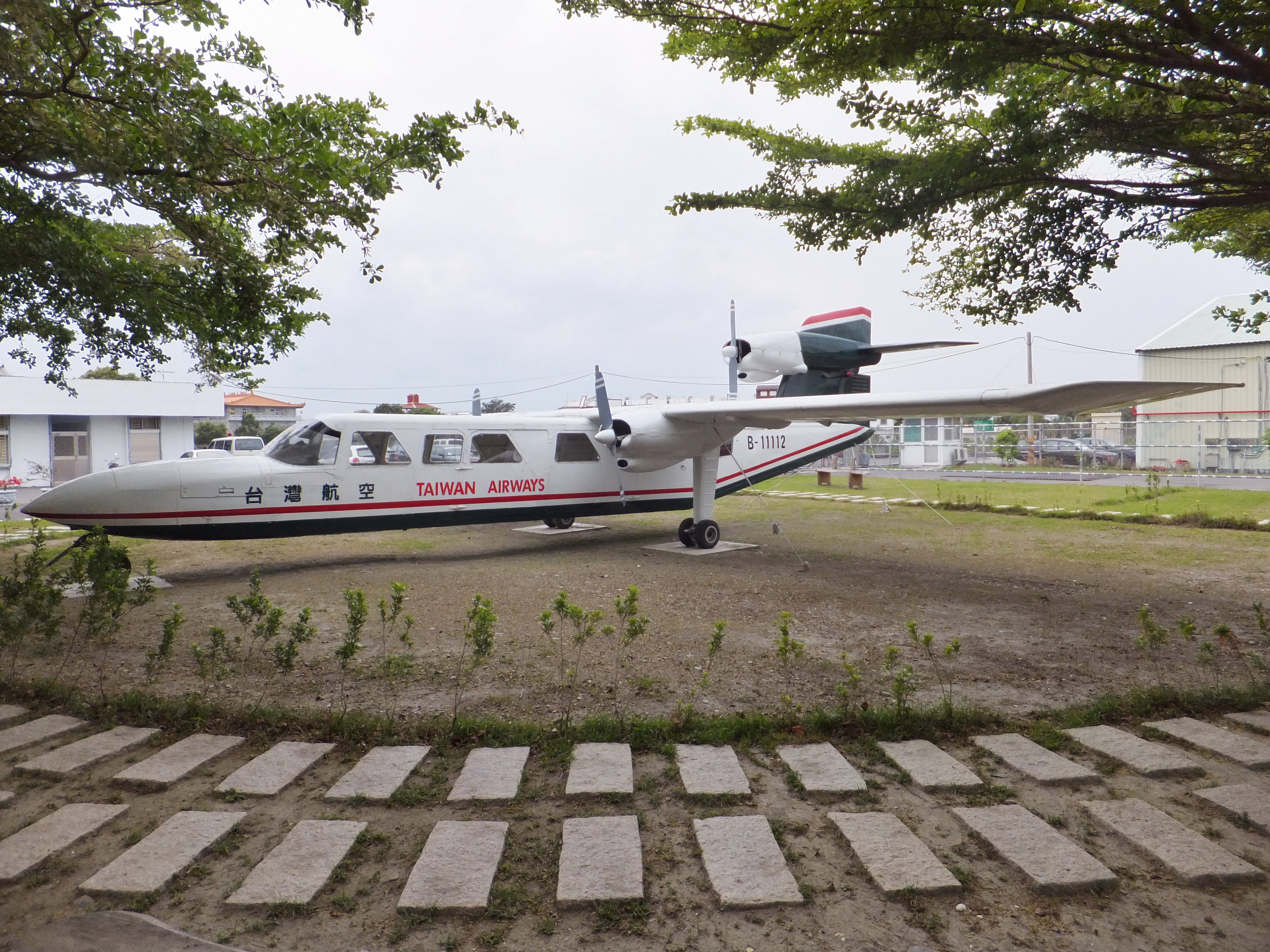
台灣航空過去飛航臺東－蘭嶼航線的Trislander三引擎螺旋槳客機。
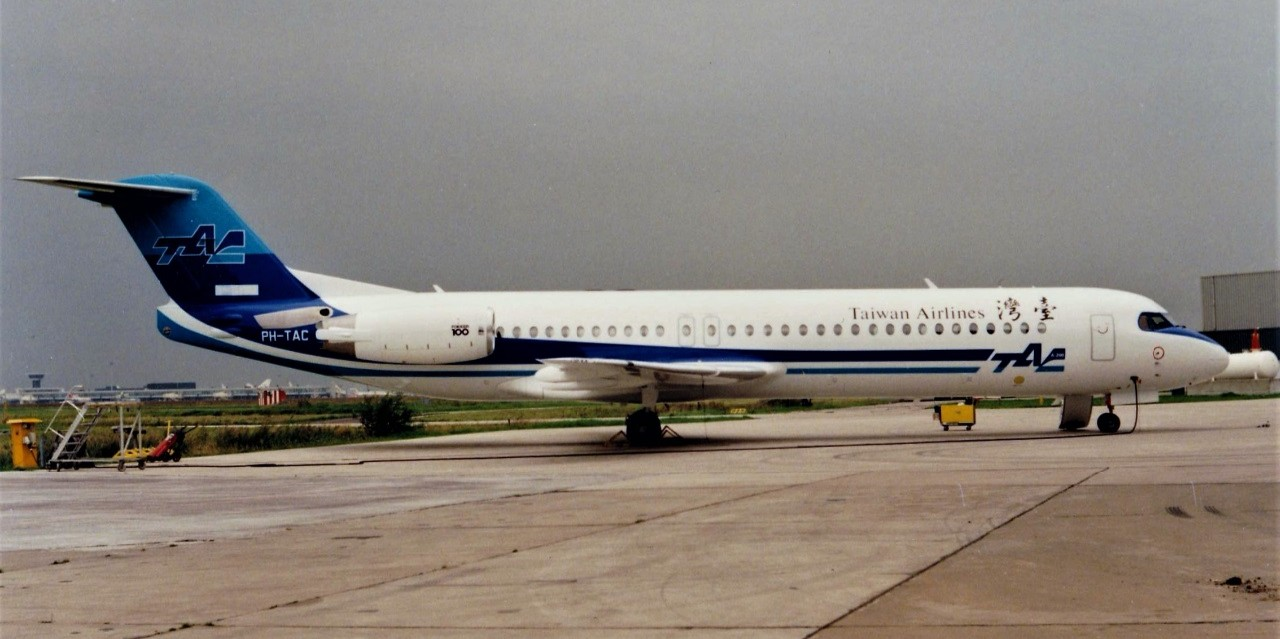
台灣航空的福克100客機，事實上並未交機。

## 事故
台灣航空前身臺灣航空公司，曾發生過5次有乘員罹難重大事故。

- 1978年8月13日，臺灣航空公司一架編號B-11102的塞斯納U206A Super Skywagon，由台東機場飛往蘭嶼機場，因機長試圖在強風中降落機場失敗而墜毀在附近的海灘，導致機上4名旅客中1名旅客罹難。[5]

- 1981年6月13日，臺灣航空公司一架編號B-11108的布里頓-諾曼 BN-2 島民飛機，由花蓮機場飛往臺北機場的途中，疑似因為受到強烈熱帶風暴艾克的侵襲，而墜毀於花蓮機場西北方約12公里處的森林中，機上2人包括機長在內全數罹難。[6]

- 1983年9月28日，臺灣航空公司一架編號B-11109的布里頓-諾曼 BN-2 島民飛機，由台東機場飛往蘭嶼機場的途中墜海，機上10人包括機長在內全數罹難。[7]

- 1988年1月19日，臺灣航空公司一架編號B-11125的布里頓-諾曼 BN-2 島民飛機，由台東機場飛往綠島機場的途中因機長操作失誤而墜海，機上10人包括機長及空服員在內全數罹難。

- 1992年4月10日臺灣航空公司一架編號B-11116的布里頓-諾曼 BN-2 島民飛機，由台東機場飛往蘭嶼機場的途中因機械故障導致引擎失效而墜海，機上7人包括機長及空服員在內全數罹難。

## 備注
1. ↑  原臺灣航空公司時代塗裝為«臺»，後重組更改塗裝變為«台»[1]。